# Cyathea excelsa
Cyathea excelsa är en ormbunkeart som beskrevs av Olof Peter Swartz. Cyathea excelsa ingår i släktet Cyathea och familjen Cyatheaceae. Inga underarter finns listade.